# Тернопільський робітничий виступ
Тернопільський робітничий виступ — страйк промислових підприємств Східної Галичини. Тривав від січня до 28 листопада 1905.
Протестуючі висували економічні та політичні вимоги. У м. Тернопіль відбувалися загальний страйк і численні політичні мітинги.
Під тиском народний протестів уряд Австро-Угорщини у січні 1907 здійснив реформу виборчої системи.